# Circondario della Havelland
Il circondario della Havelland (in tedesco Landkreis Havelland) è un circondario del Brandeburgo, in Germania.
Comprende 7 città e 19 comuni.
Il capoluogo è Rathenow, il centro maggiore Falkensee.

## Storia
Il circondario della Havelland fu creato nel 1993 dall'unione dei due precedenti circondari di Nauen e di Rathenow.

## Società

### Evoluzione demografica
- Sviluppo della popolazione dal 1875 entro gli attuali confini (linea blu: popolazione; linea puntata: confronto dello sviluppo della popolazione dello stato del Brandenburgo; sfondo grigio: ai tempi del governo nazista; sfondo rosso: al tempo del governo comunista)
- Sviluppo recente della popolazione (linea blu) e previsioni

## Geografia fisica
Il circondario della Havelland è attraversato dal fiume Havel. Confina a nord con l'Ostprignitz-Ruppin e l'Oberhavel, ad est con Berlino, a sud con Potsdam, il Potsdam-Mittelmark e Brandeburgo sull'Havel, ad ovest con i circondari di Stendal e Jerichower Land (nella Sassonia-Anhalt).

## Geografia antropica

### Suddivisioni amministrative
Il circondario della Havelland comprende 7 città e 19 comuni.
- città di Falkensee1; Friesack2; Ketzin/Havel; Nauen; Premnitz; Rathenow1; Rhinow3
- comuni di Brieselang; Dallgow-Döberitz; Gollenberg3; Großderschau3; Havelaue3; Kleßen-Görne3; Kotzen4; Märkisch Luch4; Milower Land; Mühlenberge2; Nennhausen4; Paulinenaue2; Pessin2; Retzow2; Schönwalde-Glien; Seeblick3; Stechow-Ferchesar4; Wiesenaue2; Wustermark

1. media città di circondario
2. amministrata dall'Amt Friesack
3. amministrata dall'Amt Rhinow
4. amministrata dall'Amt Nennhausen